# 21574 Ouzan
21574 Ouzan è un asteroide della fascia principale. Scoperto nel 1998, presenta un'orbita caratterizzata da un semiasse maggiore pari a 2,8826024 UA e da un'eccentricità di 0,0386538, inclinata di 2,75912° rispetto all'eclittica.